# Phastia rufolineata
Phastia rufolineata är en fjärilsart som beskrevs av Paul Dognin 1909. Phastia rufolineata ingår i släktet Phastia och familjen tandspinnare. Inga underarter finns listade i Catalogue of Life.